# هيو س. بروكس
هيو س. بروكس (بالإنجليزية: Hugh C. Brooks)‏ هو مؤرخ أمريكي، ولد في 19 يونيو 1922 في سياتل في الولايات المتحدة، وتوفي في 8 أكتوبر 2008.